# Палерос
Палерос (греч. Πάλαιρος) — прибрежный малый город в Греции, в Акарнании, к северу от устья реки Ахелоос. Расположен на высоте 23 м над уровнем моря, на берегу бухты Палерос, у северо-западного подножья гор Серекас (Σερέκας) высотой до 1170 м (гора Мацуки), к западу от гор Акарнаника, к югу от города Воница. Относится к общине Актион-Воница в периферийной единице Этолия и Акарнания в периферии Западная Греция. Население 2664 человек по переписи 2011 года.
На западном склоне гор Серекас, к югу от Палероса находится женский монастырь Святого Димитрия (Айос-Димитриос) Этолийской и Акарнанийской митрополии, численность обители которого составляет 1 человек по переписи 2011 года.

## История

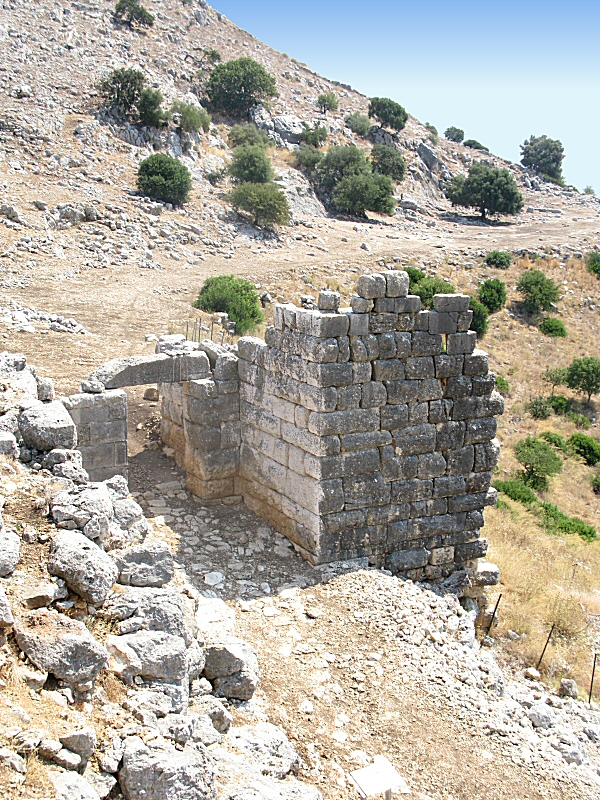
Развалины древнего Палера

До 1928 года (ΦΕΚ 81Α) назывался Заверда (Ζαβέρδα), затем был переименован в Палерос. Новое название получил от древнего города Палер (др.-греч. Πάλαιρος, лат. Palaerus), жителей которого — палерян (племя акарнанов) упоминает Фукидид. По Фукидиду афиняне отдали палерянам для жительства взятый в ходе Пелопоннесской войны прибрежный город коринфян Соллий, расположенный к северу от устья реки Ахелой. Развалины древнего города хорошо сохранились у горы Кастрон (272 м) на южном берегу озера Вулкарья, в 10 км к северо-западу от современного города.

## Сообщество
В 1836—1841 гг. существовала община Палерос (Заверда) (Δήμος Παλαίρου (Ζαβέρδας)).
Сообщество Заверда (Κοινότητα Ζαβέρδας) создано в 1912 году (ΦΕΚ 261Α). В 1928 году (ΦΕΚ 81Α) сообщество переименовано в Палерос (Κοινότητα Παλαίρου). В сообщество входит 3 населённых пункта и монастырь Святого Димитрия. Население 2729 человек по переписи 2011 года. Площадь 77,076 квадратных километров.
| Населённый пункт           | Население (2011), человек |
| -------------------------- | ------------------------- |
| Монастырь Святого Димитрия | 1                         |
| Палерос                    | 2664                      |
| Периволия                  | 51                        |
| Склавена                   | 13                        |

## Население
| Год  | Население, человек |
| ---- | ------------------ |
| 1991 | 2162               |
| 2001 | 2236               |
| 2011 | ↗ 2664             |